# 269251 Kolomna
269251 Kolomna este un asteroid din centura principală de asteroizi.

## Descriere
269251 Kolomna este un asteroid din centura principală de asteroizi. A fost descoperit pe 26 august 2008 la observatorul astronomic din Andrușivka. Asteroidul prezintă o orbită caracterizată de o semiaxă mare de 2,69 ua, o excentricitate de 0,26 și o înclinație de 14,8° în raport cu ecliptica.